# Корцешть
Корцешть, Корцешті (рум. Corțești) — село у повіті Алба в Румунії. Входить до складу комуни Пошага.
Село розташоване на відстані 312 км на північний захід від Бухареста, 46 км на північний захід від Алба-Юлії, 43 км на південний захід від Клуж-Напоки.

## Населення
За даними перепису населення 2002 року у селі проживали 18 осіб, усі — румуни. Усі жителі села рідною мовою назвали румунську.